# 동네에서 소문난 텐구의 아이
《동네에서 소문난 텐구의 아이》》(일본어: 町でうわさの天狗の子)는 이와모토 나오가 그린 일본의 만화 작품이다.《월간 flowers》(쇼가쿠칸)에서 연재되고 있다.
TV Bros. 만화상 〈빛나라! 제2회 브로스 코믹 어워드 2009〉수상, 2010년에 제55회 쇼가쿠칸 만화상 소녀만화 부문을 각각 수상했다.

## 줄거리
텐구를 신앙하는 마을, 로쿠호 마을. 그 마을에서 유명한 것은 텐구 신 코토쿠의 외동딸 아키히메.
텐구와 인간 사이에 태어난 아키히메는 소꿉친구인 슈운에게 매일같이 텐구 수행을 하라는 잔소리를 듣지만, 그녀의 머릿속에는 동급생 '타케루' 생각으로 가득한데…….

## 등장인물
오사카베 아키히메(刑部 秋姫)
텐구인 아버지와 보통 인간인 어머니 사이에서 태어난 아이. 로쿠호 산 타로보 아키히메라는 텐구식 이름이 있어서 산에서는 '타로보'라고 불리지만 그 이름을 싫어하며 텐구가 되기 보다는 평범한 소녀로서의 삶을 바라고 있다. 텐구의 피를 이어받아 텐구로서의 힘은 가지고 있어서 힘은 굉장히 세다. 그러나 수행이 부족하여 그 능력을 잘 다루지는 못한다.
같은 반의 타케루를 좋아하며 고등학교에서도 같은 반이 되어 고백하게 된다.
에노모토 슈운(榎本 瞬)
아키히메의 소꿉친구로 아기 때 로쿠호산 기슭에 버려진 것을 코토쿠가 발견하여 아키히메와 함께 자라왔다. 인간이지만 텐구가 되기 위해 수행중이며 텐구식 이름은 로쿠호 산 지로보 슈운이다. 무뚝뚝한 성격으로 매일 아키히메에게 텐구 수행을 하라며 잔소리를 늘어놓지만 아키히메의 뒤를 잘 봐주고 있다.
카미야 타케루(神谷 武)
아키히메가 좋아하는 남자 아이로 학교에서도 인기가 많다.
집은 대대로 목공소를 하고 있는데 몇 대에 한 명씩 작품에 생명을 불어넣는 장인이 나타나서 요괴들의 표적이 되는 일이 많다. 조상 중 한명이 코토쿠 신사를 세워 주어 코토쿠는 카미야 가를 지켜주기로 약속하였다. 타케루 역시 요괴들이 잘 붙는 체질이며 손재주가 좋다.
카라스마 모미지(烏丸 紅葉)
교토의 쿠라마 산 까마귀 텐구의 딸로 텐구식 이름은 쿠라마 산 산쥬하치로보 모미지이다. 아키히메와는 달리 텐구가 되기 위해 수행하고 있다. 외부 산에서의 수행 차 아키히메의 학교로 전학오게 된다.
코토쿠(康徳坊)
아키히메의 아버지로 코토쿠 신사의 승정텐구이다. 아키히메를 매우 아끼며 귀여워하고 있다.
오사카베 하루나(刑部 春菜)
아키히메의 어머니. 여름 축제날 밤에 450살 연상인 코토쿠와 사랑에 빠졌다. 처음에 아이는 코토쿠가 맡기로 약속했지만 배가 점점 불러오면서 마음이 바뀌게 되자 코토쿠를 협박하여 아키히메를 기르게 된다. 코토쿠와 따로 살고 있으나 매주 신사로 보러 가고 있다.

## 단행본
| 권수 | 일본 발매일      | 한국 발매일      | ISBN 코드              | ISBN 코드              |
| ---- | ---------------- | ---------------- | ---------------------- | ---------------------- |
| 1권  | 2007년 12월 10일 | 2009년 9월 15일  | ISBN 978-4-09-131393-5 | ISBN 978-89-252-4947-6 |
| 2권  | 2008년 7월 10일  | 2009년 11월 15일 | ISBN 978-4-09-131692-9 | ISBN 978-89-252-5224-7 |
| 3권  | 2009년 1월 10일  | 2010년 1월 15일  | ISBN 978-4-09-132258-6 | ISBN 978-89-252-5434-0 |
| 4권  | 2009년 6월 10일  | 2010년 3월 15일  | ISBN 978-4-09-132518-1 | ISBN 978-89-252-5772-3 |
| 5권  | 2009년 11월 10일 | 2010년 7월 15일  | ISBN 978-4-09-132819-9 | ISBN 978-89-252-6305-2 |
| 6권  | 2010년 4월 9일   | 2010년 10월 15일 | ISBN 978-4-09-133178-6 | ISBN 978-89-252-6718-0 |
| 7권  | 2010년 10월 8일  | 2010년 3월 17일  | ISBN 978-4-09-133458-9 | ISBN 978-89-252-7540-6 |
| 8권  | 2011년 6월 10일  | 2012년 1월 9일   | ISBN 978-4-09-133823-5 | ISBN 978-89-252-9210-6 |